# Cleome macrorhiza
Cleome macrorhiza là một loài thực vật có hoa trong họ Màng màng. Loài này được C.Wright mô tả khoa học đầu tiên năm 1868.